# Caridina thomasi
Caridina thomasi is een garnalensoort uit de familie van de Atyidae. De wetenschappelijke naam van de soort is voor het eerst geldig gepubliceerd in 2008 door von Rintelen, Karge & Klotz.